# 終着駅〜トワイライトエクスプレスの恋

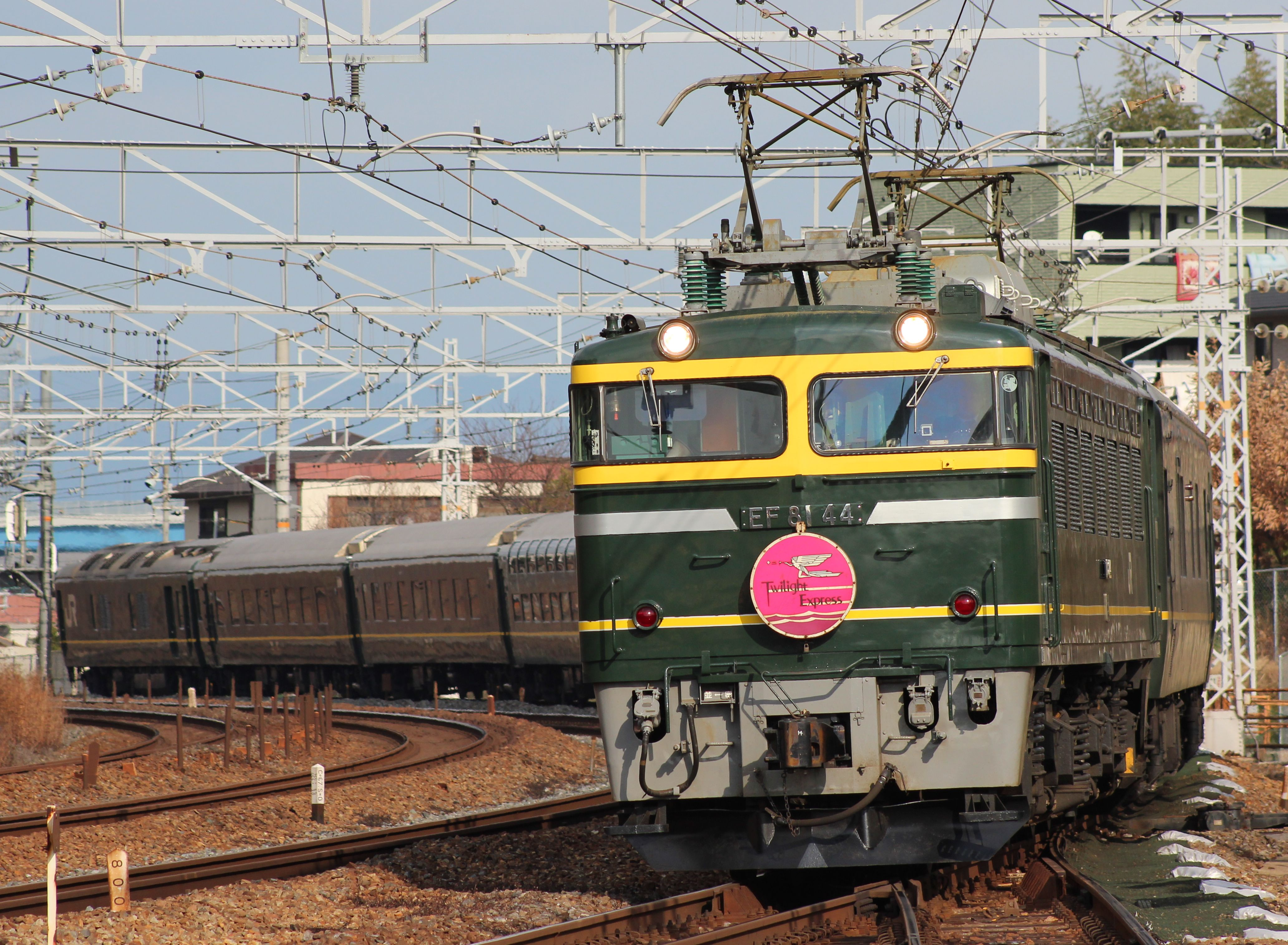
ドラマの舞台となった
トワイライトエクスプレス

『終着駅〜トワイライトエクスプレスの恋』（しゅうちゃくえきトワイライトエクスプレスのこい）は、2012年3月20日の21:00 - 22:48（JST）にTBS系列にて放映された、単発スペシャルの日本のテレビドラマ。視聴率9.3%。

## 概要
大阪駅発札幌駅行きの寝台列車「トワイライトエクスプレス」を舞台に、不倫の恋の二人の別離を描いたものである。中山美穂は、10年ぶりの日本のTVドラマの出演となる。

## キャスト
- 高津千絵：中山美穂
- 森啓介：佐藤浩市
- 中島ひろ子
- 濱田マリ
- 庄司永健
- 市川千恵子
- 木村翠
- 椎名泰三
- 小久保丈二、薄井伸一、結城さなえ、清水沙映 ほか

## スタッフ
- 脚本：鎌田敏夫
- 演出：鴨下信一
- 協力：西日本旅客鉄道、JR西日本ロケーションサービス
- プロデュース：八木康夫、真木明
- 製作著作：TBS